# محمدکاظم بهرامی
محمدکاظم بهرامی رئیس دیوان عدالت اداری ایران و رئیس سازمان قضایی نیروهای مسلح بوده‌است.

## نقض حقوق بشر
از وی به عنوان یکی از متهمان نقض حقوق بشر یاد می‌شود.

### تحریم توسط اتحادیه اروپا
در ۲۰ مهرماه ۱۳۹۰، اتحادیه اروپا، محمدکاظم بهرامی را به دلیل نقض گسترده و شدید حقوق شهروندان ایرانی تحریم کرد.
بنابر این تحریم محمدکاظم بهرامی اجازه ورود به کشورهای اتحادیه اروپا را نخواهد داشت و دارایی‌های احتمالی او در این کشورها توقیف می‌شود.   
بر اساس بیانیه اتحادیه اروپا، محمدکاظم بهرامی به عنوان رئیس دادگاه نیروهای مسلح ایران، در سرکوب معترضان به نتایج انتخابات ریاست جمهوری سال ۱۳۸۸ که در تجمعات مسالمت‌آمیز شرکت داشتند، مسئول است.